# آی‌پد مینی (مجموعه)
آی‌پد مینی (به انگلیسی: iPad Mini) مجموعه ای از رایانه های لوحی کوچک است که توسط اپل طراحی، توسعه و به بازار عرضه شده است. این سری زیر مجموعه ای از سری تبلت های آی‌پد است که اندازه صفحه نمایش آن ۷/۹ اینچ کاهش می یابد، در مقایسه با استاندارد ۹/۷ اینچ. نسل اول آی‌پد مینی در ۲۳ اکتبر ۲۰۱۲ اعلام شد و در ۲ نوامبر ۲۰۱۲ در تقریباً همه بازارهای اپل منتشر شد. این تبلت از مشخصات داخلی مشابه آی‌پد ۲ از جمله وضوح نمایشگر آن بهره می برد.

## مدل ها
| نام             | آی‌پد مینی(نسل اول) | آی‌پد مینی(نسل دوم) | آی‌پد مینی (نسل سوم) | آی‌پد مینی (نسل چهارم) | آی‌پد مینی (نسل پنجم) | آی‌پد مینی (نسل ششم) |
| --------------- | ------------------ | ------------------ | ------------------- | --------------------- | -------------------- | ------------------- |
| تصویر           |                    |                    |                     |                       |                      | -                   |
| سال انتشار ساخت | ۲ نوامبر ۲۰۱۲      | ۱۲ نوامبر ۲۰۱۳     | ۱۶ اکتبر ۲۰۱۴       | ۹ سپتامبر ۲۰۱۵        | ۱۸ مارس ۲۰۱۹         | ۲۴ سپتامبر ۲۰۲۱     |
| سال توقف ساخت   | ۱۹ ژوئن ۲۰۱۵       | ۲۱ مارس ۲۰۱۷       | ۹ سپتامبر ۲۰۱۵      | ۱۸ مارس ۲۰۱۹          | ۱۴ سپتامبر ۲۰۲۱      | تاکنون              |